# لبانون (كونيتيكت)
لبنان (كونيتيكت) (بالإنجليزية: Lebanon, Connecticut)‏ هي بلدة أمريكية تقع في الولايات المتحدة في كونيتيكت. يقدر عدد سكانها بـ 7,308 نسمة ومساحتها 143.0 كم2 وترتفع عن سطح البحر 152 متر.

## أعلام
- برنس سوندرز
- آرثر وليامز رايت
- تشارلز مارش
- نيلسون ديوي
- جيم ليرد
- ستيفن سترونج
- مارثا وادزورث بروستر